# Hieronymus Wierix

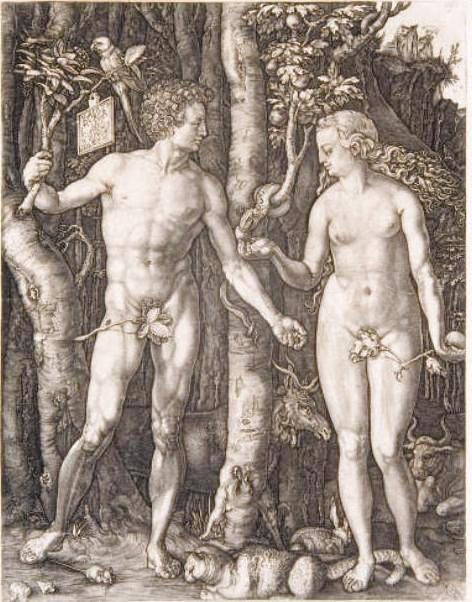
Hieronymus Wierix: Adam und Eva (nach Dürer)

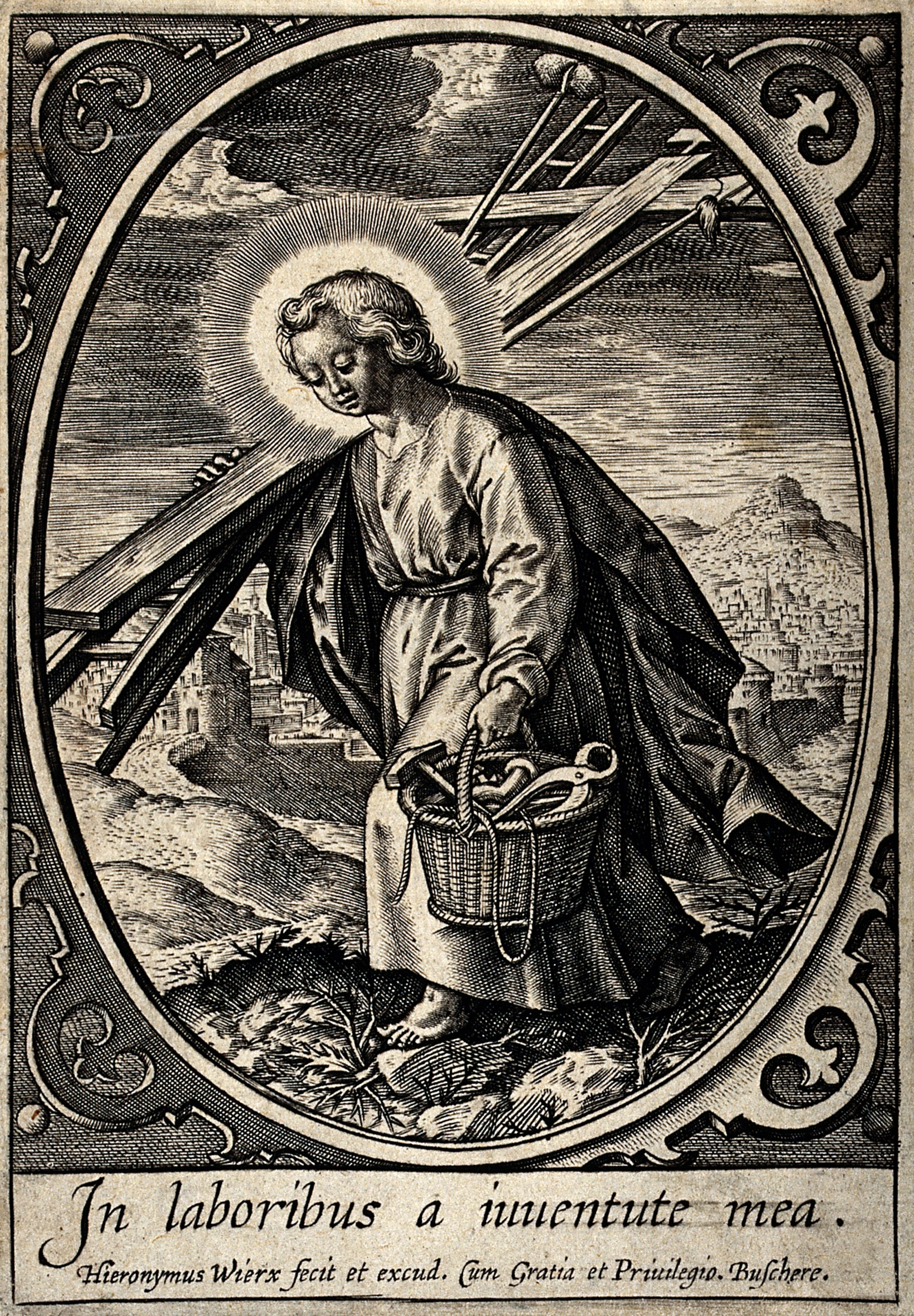
Hieronymus Wierix: Der junge Christus, der die Instrumente der Leiden trägt

Hieronymus Wierix, auch Jeronymus (* 1553 in Antwerpen; † 21. November 1619 ebenda), war ein flämischer Kupferstecher, Grafiker und Zeichner.

## Leben
Seine Brüder waren Johannes Wierix (auch Jan genannt) und Antoine Wierix, sie waren ebenfalls als Kupferstecher tätig. Johannes und Hieronymus fertigten Buchillustrationen für Christopher Plantin. Sie waren Mitglieder der Lukasgilde. Seine Tochter Cecila heiratete den Kupferstecher Jean-Baptiste Barbé. Unter seinen Schülern waren Abraham van Merlen, Jan Baptist van den Sande der Ältere, und Jacob de Weert.

## Werke
Kupferstiche von ihm befinden sich unter anderem in der Grunwald-Center-Sammlung des Armand Hammer Museum of Art und im Kupferstichkabinett der Kunstsammlungen der Veste Coburg. 